# 스웨터

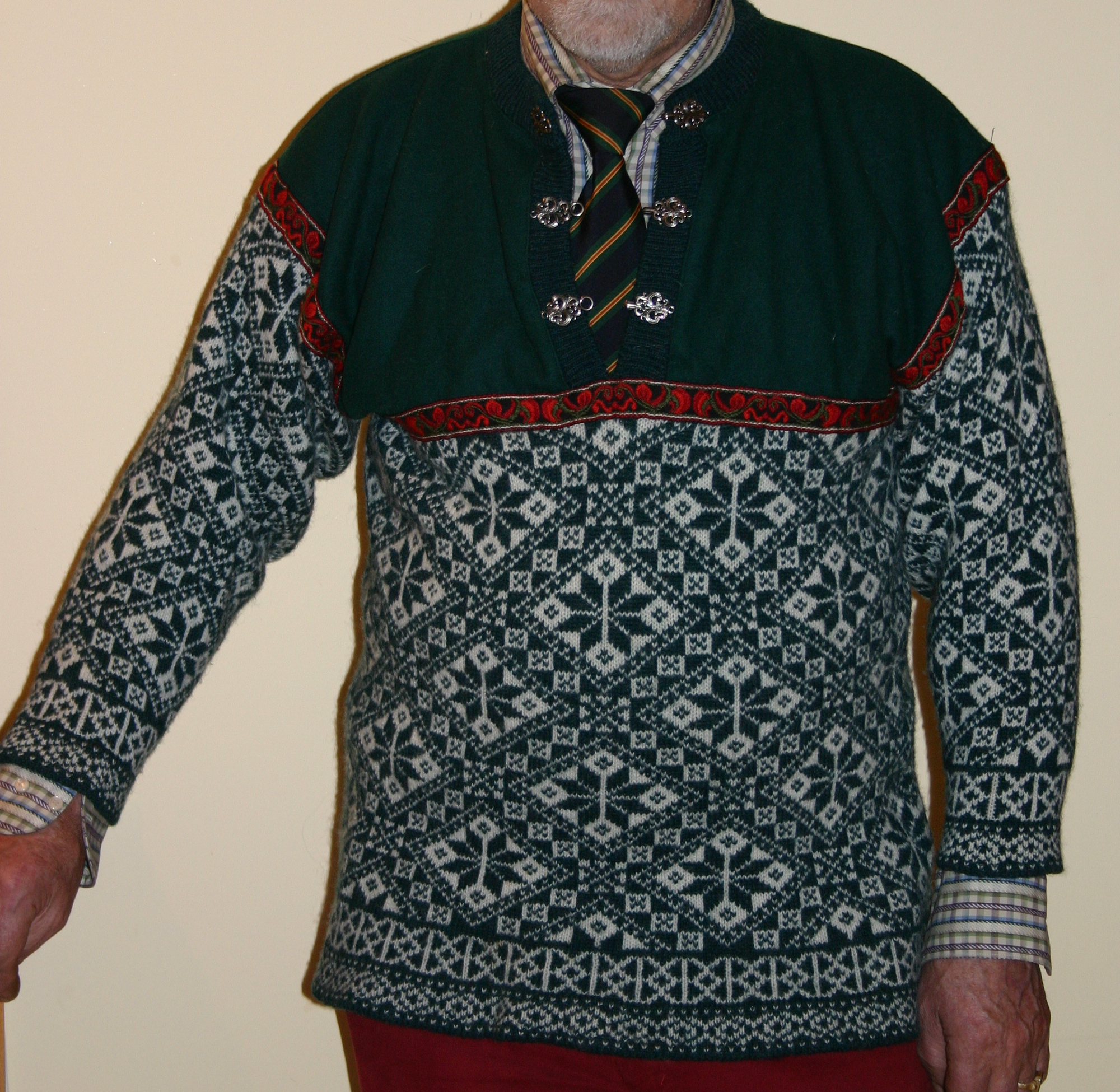
Graham Leggate 컬렉션 중 하나, 노르웨이 Selbu Rose 디자인

스웨터(영어: Sweater)는 털실로 두툼하게 짠 옷이다. 가볍고 다루기 쉬워 평상복으로 많이 입는데, 정장용 여성복으로 스웨터를 유행시킨 사람은 프랑스 디자이너 코코 샤넬이다. 스웨터는 성별과 상관없이 아이 어른 모두 입는다. 셔츠, 블라우스, 티셔츠나 다른 위에 옷 위에 입곤 한다. 스웨터는 전통적으로 울로 만들어졌지만 면, 합성 섬유 또는 이들의 임의 조합으로 만들어지는 경우도 있다. 스웨터는 세탁, 드라이클리닝, 보풀롤러의 사용 등으로 유지된다.

## 같이 보기
- 재킷
- 스웨트셔츠